# Un cowboy à Hawaï
Pour les articles homonymes, voir Cowboy.
Pour plus de détails, voir Fiche technique et Distribution.
Un cowboy à Hawaï (The Castaway Cowboy) est un film américain réalisé par Vincent McEveety, sorti en 1974.

## Synopsis
Le cowboy texan Lincoln Costain est emmené de force à San Francisco puis dans un navire qui le dépose sur les rives de l'île hawaïen de Kauai. Là il est accueilli par Henrietta MacAvoy, une veuve, et son fils qui essayent de survivre comme agriculteurs. Un troupeau de vaches sauvages détruit régulièrement les plantations des MacAvoy ce qui donne à Lincoln l'idée d'en faire des vaches domestiques dans un ranch. La population locale n'est pas très réceptive à la culture cowboy emmenée par Costain tandis que le banquier Calvin Bryson est plus intéressé par les terres d'Henrietta voir la veuve elle-même.

## Fiche technique
- Titre original : The Castaway Cowboy
- Titre français : Un cowboy à Hawaï
- Réalisation : Vincent McEveety assisté de Dick Caffey, Gary Daigler ; Christopher Hibler (seconde équipe)
- Scénario : Hugh Benson, Don Tait et Richard M. Bluel
- Directeur de la photographie : Andrew Jackson
- Directeur artistique : John B. Mansbridge, Robert Clatworthy
  - Artiste matte : Peter Ellenshaw
- Montage : Cotton Warburton (film), Evelyn Kennedy (son)
- Décors : John A. Kuri
- Effets spéciaux : Hans Metz
- Son : Herb Taylor (supervision), Frank Regula (mixeur)
- Costumes : Chuck Keehne, Emily Sundby
- Maquillage : La Rue Matheron
- Musique : Robert F. Brunner
  - Orchestration : Franklyn Marks
- Cascades : Kim Kahana (supersivion), Roydon Clark, Branscombe Richmond
- Producteur : Winston Hibler, Ron Miller, Christopher Hibler (associé)
- Société de production : Walt Disney Productions
- Pays d'origine :  États-Unis
- Genre : Western, Comédie
- Durée : 91 minutes
- Date de sortie : 7 août 1974

Sauf mention contraire, les informations proviennent des sources suivantes : Leonard Maltin, Mark Arnold, IMDb

## Distribution
- James Garner : Lincoln Costain
- Vera Miles : Henrietta MacAvoy
- Eric Shea : Booton 'Little Maca' MacAvoy
- Robert Culp : Calvin Bryson
- Elizabeth Smith : Liliha (MacAvoy housekeeper)
- Manu Tupou (en) : Kimo
- Gregory Sierra : Marruja (Bryson's henchman)
- Shug Fisher : Capt. Cary
- Nephi Hannemann : Malakoma (witch doctor)
- Lito Capiña : Leleo
- Ralph Hanalei : Hopu
- Kim Kahana : Oka (as Kahana)
- Lee Woodd : Palani
- Luis Delgado : The Hatman (loses hat to Costain)
- Buddy Joe Hooker : Boatman taking Costain to ship
- Patrick Sullivan Burke : Sea captain in poker game
- Jerry Velasco : Hawaiian cowboy (voix)

Source : Leonard Maltin, Mark Arnold et IMDb

## Sorties cinéma
Sauf mention contraire, les informations suivantes sont issues de l'Internet Movie Database.
- États-Unis : 1er août 1974, 20 octobre 2013 (Hawaii Film Festival)
- Uruguay : 17 mai 1977 (Montevideo)

## Commentaires
Un cowboy à Hawaï est la seconde et dernière production de Disney à laquelle James Garner participe avant de prendre le rôle-titre de Jim Rockford dans la série policière 200 dollars plus les frais.
Le tournage du film a débuté à Kauai dans l'archipel d'Hawaï le 5 septembre 1973 avec une équipe de 25 acteurs, 62 techniciens et 150 figurants. Le titre initial du film était Paniolo mais le changement n'a pas réussi à attirer le public.
Le film a été diffusé dans l'émission The Wonderful World of Disney en 1977 sur NBC puis en 1981.